# HD 111990
Désignations
HD 111990 est une étoile située dans l'amas ouvert NGC 4755, appelé également l'amas de Kappa Crucis ou l'amas de la Boîte à Bijoux.

## Position

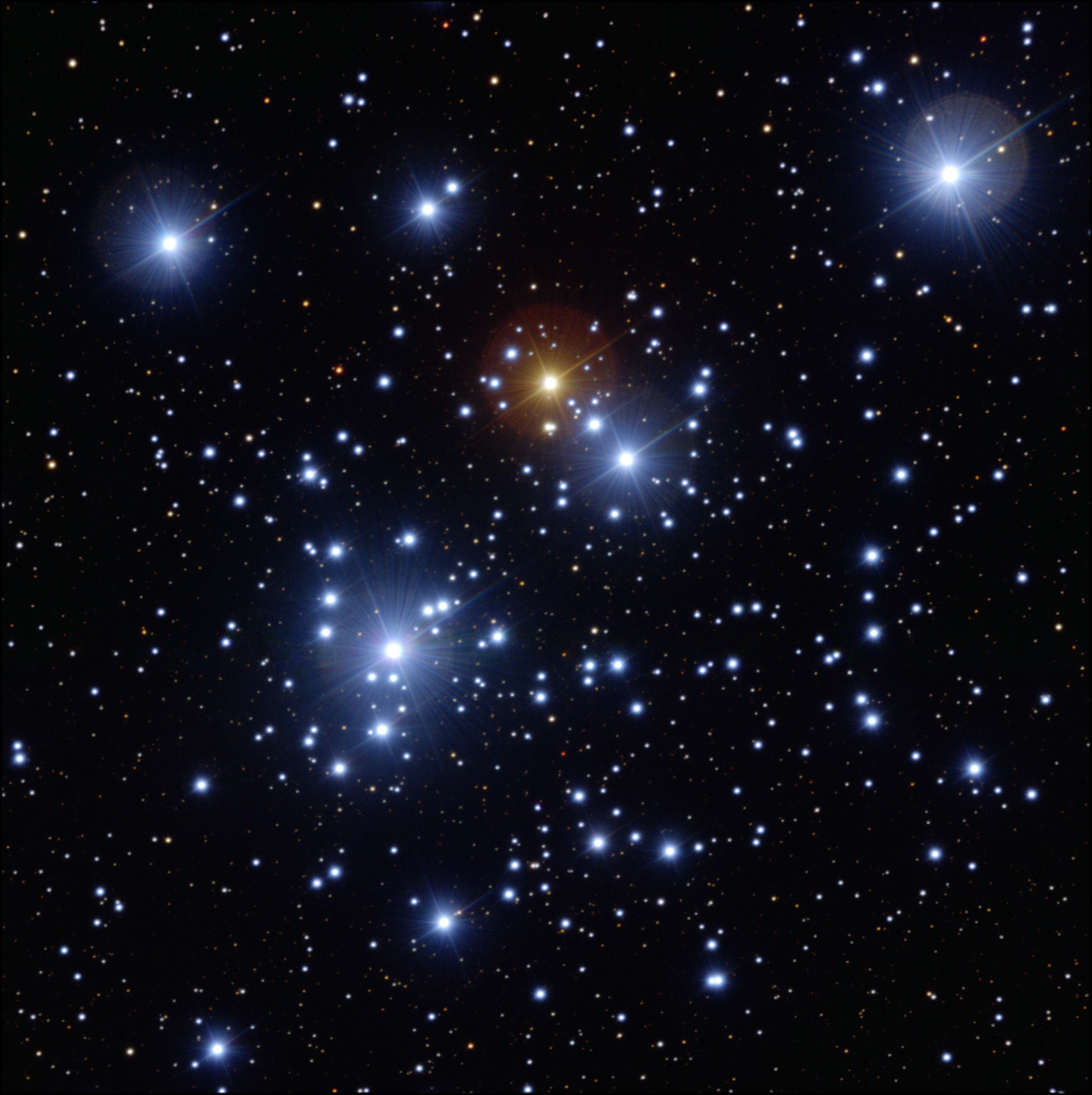
Une image de l'amas de la Boîte à Bijoux (Crédit : ESO VLT)

HD 111990 est l'un des membres les plus brillants de l'amas ouvert qui porte son nom, mieux connu sous le nom d'amas de la Boîte à Bijoux. Elle forme une jambe, en haut et à gauche ou au nord, de l'astérisme bien visible en forme de lettre "A" situé au centre de l'amas. L'amas fait partie de la plus vaste association OB1 du Centaure et est situé à environ ∼ 8 500 a.l. (∼ 2 610 pc).
L'amas, et HD 111990 elle-même, sont situés juste au sud-est de β Crucis, l'étoile située côté gauche de la fameuse Croix du Sud.

## Propriétés
HD 111990 est une supergéante (classe de luminosité Ib) de type spectral B1/2.  L'amas de κ Crucis a un âge calculé de 11,2 millions d'années.